# Campionati europei di duathlon del 2020
I Campionati europei di duathlon del 2020 (XXXI edizione) si sono tenuti a Punta Umbría in Spagna, in data 7 marzo 2020.
Tra gli uomini ha vinto per la seconda volta consecutiva il francese Benjamin Choquert, mentre la gara femminile è andata all' austriaca Lisa Perterer.
Si sono aggiudicati il titolo europeo nella categoria junior rispettivamente lo spagnolo Jose Ignacio Galvez Ponce e la spagnola Carla Domínguez Torner.
La gara valida per il titolo di campione d'europa del 2020, nella categoria under 23, è stata vinta dal francese Krilan Le Bihan, e dalla spagnola Marta Pintanel Raymundo.

## Risultati

### Élite uomini
| Pos. | Nome                        | Paese       | Corsa    | Bici     | Corsa    | Totale   |
| ---- | --------------------------- | ----------- | -------- | -------- | -------- | -------- |
|      | Benjamin Choquert           | Francia     | 00:13:30 | 00:31:14 | 00:06:54 | 00:52:12 |
|      | Tyler Mislawchuk            | Canada      | 00:13:29 | 00:31:10 | 00:06:59 | 00:52:18 |
|      | Krilan Le Bihan             | Francia     | 00:13:29 | 00:31:10 | 00:07:00 | 00:52:20 |
| 4    | Alistair Brownlee           | Regno Unito | 00:13:30 | 00:31:05 | 00:07:03 | 00:52:21 |
| 5    | Vincent Bierinckx           | Belgio      | 00:13:37 | 00:31:04 | 00:07:07 | 00:52:29 |
| 6    | Angelo Vandecasteele        | Belgio      | 00:13:32 | 00:31:10 | 00:07:12 | 00:52:31 |
| 7    | Yohan Le Berre              | Francia     | 00:13:29 | 00:31:11 | 00:07:18 | 00:52:35 |
| 8    | Arnaud Dely                 | Belgio      | 00:13:30 | 00:31:07 | 00:07:15 | 00:52:36 |
| 9    | Vitalii Vorontsov           | Ucraina     | 00:13:33 | 00:31:09 | 00:07:16 | 00:52:38 |
| 10   | Mark Buckingham             | Regno Unito | 00:13:30 | 00:31:01 | 00:07:51 | 00:53:06 |
| 11   | Antonio Benito Lopez        | Spagna      | 00:13:45 | 00:31:40 | 00:07:09 | 00:53:12 |
| 12   | Maxime Bargetto             | Francia     | 00:13:32 | 00:31:49 | 00:07:19 | 00:53:19 |
| 13   | Emilio Martin               | Spagna      | 00:13:30 | 00:31:53 | 00:07:23 | 00:53:30 |
| 14   | Cristobal Garcia Guillen    | Spagna      | 00:14:02 | 00:31:20 | 00:07:28 | 00:53:31 |
| 15   | Nicolas Tilman              | Belgio      | 00:14:03 | 00:31:18 | 00:07:33 | 00:53:36 |
| 16   | Javier Martin Morales       | Spagna      | 00:14:02 | 00:31:16 | 00:07:45 | 00:53:46 |
| 17   | Thomas Cremers              | Paesi Bassi | 00:14:16 | 00:31:07 | 00:07:52 | 00:53:55 |
| 18   | Axel Badia Celma            | Spagna      | 00:14:03 | 00:31:18 | 00:08:02 | 00:54:04 |
| 19   | Marco Miguel                | Portogallo  | 00:13:38 | 00:31:45 | 00:08:16 | 00:54:16 |
| 20   | Laurens Verluyten           | Belgio      | 00:14:19 | 00:32:02 | 00:07:33 | 00:54:32 |
| 21   | Simon De Cuyper             | Belgio      | 00:14:18 | 00:32:01 | 00:07:34 | 00:54:36 |
| 22   | Luis Miguel Martin Berlanas | Spagna      | 00:14:02 | 00:32:12 | 00:07:31 | 00:54:40 |
| 23   | Nicolas Regidor Serrano     | Spagna      | 00:13:54 | 00:32:27 | 00:07:36 | 00:54:42 |
| 24   | João Francisco Ferreira     | Portogallo  | 00:14:18 | 00:32:02 | 00:07:45 | 00:54:46 |
| 25   | Benoit Nicolas              | Francia     | 00:14:05 | 00:32:20 | 00:07:42 | 00:54:51 |
| 26   | Diego Mentrida Zamarra      | Spagna      | 00:14:07 | 00:32:15 | 00:08:15 | 00:55:23 |
| 27   | Silvije Tomac               | Croazia     | 00:14:24 | 00:33:16 | 00:08:05 | 00:56:34 |
| 28   | Attila Daniel               | Romania     | 00:14:49 | 00:32:55 | 00:08:20 | 00:56:48 |
| 29   | Timi Malinen                | Finlandia   | 00:15:01 | 00:34:24 | 00:08:16 | 00:58:26 |
| 30   | Igor' Andreev               | Russia      | 00:14:18 | 00:35:09 | 00:08:29 | 00:58:42 |

### Élite donne
| Pos. | Atleta                     | Paese       | Corsa    | Bici     | Corsa    | Totale   |
| ---- | -------------------------- | ----------- | -------- | -------- | -------- | -------- |
|      | Lisa Perterer              | Austria     | 00:15:44 | 00:33:43 | 00:08:34 | 00:58:45 |
|      | Beth Potter                | Regno Unito | 00:15:27 | 00:34:18 | 00:08:27 | 00:58:54 |
|      | Jocelyn Daniely Brea Abreu | Spagna      | 00:15:27 | 00:35:33 | 00:08:19 | 01:00:01 |
| 4    | Garance Blaut              | Francia     | 00:15:47 | 00:35:16 | 00:08:27 | 01:00:12 |
| 5    | Sandrina Illes             | Austria     | 00:15:44 | 00:35:34 | 00:08:18 | 01:00:24 |
| 6    | Sonia Bejarano             | Spagna      | 00:15:48 | 00:35:36 | 00:08:22 | 01:00:31 |
| 7    | Marion Legrand             | Francia     | 00:15:48 | 00:35:32 | 00:08:36 | 01:00:39 |
| 8    | Marta Pintanel Raymundo    | Spagna      | 00:15:50 | 00:35:32 | 00:08:40 | 01:00:44 |
| 9    | Laura Swannet              | Belgio      | 00:16:39 | 00:34:42 | 00:08:51 | 01:00:56 |
| 10   | María Varo Zubiri          | Spagna      | 00:15:50 | 00:35:33 | 00:09:02 | 01:01:05 |
| 11   | Melanie Santos             | Portogallo  | 00:15:50 | 00:35:31 | 00:09:20 | 01:01:24 |
| 12   | Edymar Daniely Brea Abreu  | Venezuela   | 00:15:48 | 00:36:05 | 00:09:25 | 01:02:02 |
| 13   | Julie Chuberre Dode        | Francia     | 00:16:12 | 00:36:20 | 00:08:45 | 01:02:03 |
| 14   | Sandra Schenkel            | Belgio      | 00:16:12 | 00:36:19 | 00:09:02 | 01:02:18 |
| 15   | Irene Loizate Sarrionandia | Spagna      | 00:15:51 | 00:36:45 | 00:09:10 | 01:02:29 |
| 16   | Lotte Claes                | Belgio      | 00:17:18 | 00:35:12 | 00:09:16 | 01:02:38 |
| 17   | Marina Muñoz Hernando      | Spagna      | 00:16:40 | 00:36:32 | 00:09:21 | 01:03:16 |
| 18   | Sandrine Benz              | Svizzera    | 00:17:22 | 00:36:01 | 00:09:22 | 01:03:34 |
| 19   | Marta Romance              | Spagna      | 00:17:19 | 00:36:07 | 00:09:35 | 01:03:45 |
| 20   | Sophie Van Der Most        | Paesi Bassi | 00:17:38 | 00:35:44 | 00:09:46 | 01:03:59 |
| 21   | Nicole Allan               | Regno Unito | 00:17:34 | 00:37:37 | 00:10:05 | 01:06:04 |
| 22   | Ciara Wilson               | Irlanda     | 00:16:34 | 00:38:41 | 00:10:09 | 01:06:14 |
| 23   | Madeleine Henderson        | Regno Unito | 00:18:19 | 00:38:28 | 00:11:00 | 01:08:31 |

### Junior uomini
| Pos. | Nome                      | Paese              | Corsa    | Bici     | Corsa    | Totale   |
| ---- | ------------------------- | ------------------ | -------- | -------- | -------- | -------- |
|      | Jose Ignacio Galvez Ponce | Spagna             | 00:14:29 | 00:32:58 | 00:08:04 | 00:56:14 |
|      | Alexandre Silva           | Portogallo         | 00:14:29 | 00:34:00 | 00:07:35 | 00:56:49 |
|      | Nicolás Heredero Carazo   | Spagna             | 00:14:30 | 00:34:02 | 00:07:51 | 00:57:03 |
| 4    | Olaf Jan Bosscher         | Paesi Bassi        | 00:15:32 | 00:33:19 | 00:08:50 | 00:58:22 |
| 5    | Joan Reixach Abril        | Spagna             | 00:15:03 | 00:33:58 | 00:08:58 | 00:58:41 |
| 6    | Pim Bakker                | Paesi Bassi        | 00:15:40 | 00:33:14 | 00:09:10 | 00:58:53 |
| 7    | Dimitar Jovanoski         | Macedonia del Nord | 00:15:43 | 00:34:22 | 00:09:42 | 01:00:41 |
| 8    | Kamil Kulik               | Polonia            | 00:15:40 | 00:36:19 | 00:08:51 | 01:01:39 |
| 9    | Simon Martin              | Belgio             | 00:15:25 | 00:36:39 | 00:09:50 | 01:02:44 |

### Junior donne
| Pos. | Atleta                 | Paese       | Corsa    | Bici     | Corsa    | Totale   |
| ---- | ---------------------- | ----------- | -------- | -------- | -------- | -------- |
|      | Carla Domínguez Torner | Spagna      | 00:16:27 | 00:36:46 | 00:08:35 | 01:02:34 |
|      | María Casals Mojica    | Spagna      | 00:16:27 | 00:36:47 | 00:08:57 | 01:02:56 |
|      | Kim Van 'T Verlaat     | Paesi Bassi | 00:17:36 | 00:35:38 | 00:09:30 | 01:03:28 |
| 4    | Marilena Kuster        | Svizzera    | 00:17:26 | 00:35:39 | 00:09:50 | 01:03:49 |
| 5    | Carla Guisande Vieito  | Spagna      | 00:17:13 | 00:37:57 | 00:09:03 | 01:04:56 |
| 6    | Silke De Wolde         | Paesi Bassi | 00:17:12 | 00:37:58 | 00:09:17 | 01:05:09 |
| 7    | Vanessa Possberg       | Svizzera    | 00:17:29 | 00:37:26 | 00:09:57 | 01:05:49 |
| 8    | Willemijn Fuite        | Paesi Bassi | 00:17:42 | 00:38:10 | 00:09:51 | 01:06:32 |
| 9    | Joana Sousa            | Portogallo  | 00:17:35 | 00:39:24 | 00:09:16 | 01:07:02 |
| 10   | Dominika Peszleg       | Ungheria    | 00:17:24 | 00:39:26 | 00:09:49 | 01:07:36 |

### Under 23 uomini
| Pos. | Atleta                  | Paese       | Corsa    | Bici     | Corsa    | Totale   |
| ---- | ----------------------- | ----------- | -------- | -------- | -------- | -------- |
|      | Krilan Le Bihan         | Francia     | 00:13:29 | 00:31:10 | 00:07:00 | 00:52:20 |
|      | Arnaud Dely             | Belgio      | 00:13:30 | 00:31:07 | 00:07:15 | 00:52:36 |
|      | Vitalii Vorontsov       | Ucraina     | 00:13:33 | 00:31:09 | 00:07:16 | 00:52:38 |
| 4    | Thomas Cremers          | Paesi Bassi | 00:14:16 | 00:31:07 | 00:07:52 | 00:53:55 |
| 5    | Axel Badia Celma        | Spagna      | 00:14:03 | 00:31:18 | 00:08:02 | 00:54:04 |
| 6    | Nicolas Regidor Serrano | Spagna      | 00:13:54 | 00:32:27 | 00:07:36 | 00:54:42 |
| 7    | Diego Mentrida Zamarra  | Spagna      | 00:14:07 | 00:32:15 | 00:08:15 | 00:55:23 |
| 8    | Timi Malinen            | Finlandia   | 00:15:01 | 00:34:24 | 00:08:16 | 00:58:26 |

### Under 23 donne
| Pos. | Atleta                  | Paese       | Corsa    | Bici     | Corsa    | Totale   |
| ---- | ----------------------- | ----------- | -------- | -------- | -------- | -------- |
|      | Marta Pintanel Raymundo | Spagna      | 00:15:50 | 00:35:32 | 00:08:40 | 01:00:44 |
|      | Laura Swannet           | Belgio      | 00:16:39 | 00:34:42 | 00:08:51 | 01:00:56 |
|      | Marina Muñoz Hernando   | Spagna      | 00:16:40 | 00:36:32 | 00:09:21 | 01:03:16 |
| 4    | Marta Romance           | Spagna      | 00:17:19 | 00:36:07 | 00:09:35 | 01:03:45 |
| 5    | Madeleine Henderson     | Regno Unito | 00:18:19 | 00:38:28 | 00:11:00 | 01:08:31 |